# Etheostoma mihileze
Etheostoma mihileze és una espècie de peix pertanyent a la família dels pèrcids.

## Hàbitat
És un peix d'aigua dolça, bentopelàgic i de clima temperat.

## Distribució geogràfica
Es troba a Nord-amèrica: la conca del riu Arkansas (els Estats Units).

## Observacions
És inofensiu per als humans.